# Unión Revolucionaria
L'Unión Revolucionaria fu un partito politico del Perù nato nel 1931 sul modello fascista e delle Juntas de Ofensiva Nacional-Sindicalista spagnole.
Fu fondato da Luis Miguel Sánchez Cerro nel 1931.
Governò con lui dopo aver vinto le elezioni del 1931. Dopo il suo assassinio nel 1933, fu guidato da Luis A. Flores Medina che era stato Ministro sotto la sua presidenza e divenne un partito apertamente fascista.
Era caratterizzato da una opposizione al liberalismo e al comunismo, e in particolare, al partito PRA, che consideravano nemici mortali e autori dell'omicidio del suo leader fondatore, Sánchez Cerro.  Avevano una forte xenofobia contro gli emigranti giapponesi in Perù. Seguendo il modello mussoliniano, proponevano una società corporativa e totalitaria.
Ebbe appartenenti sia bianchi che creoli, difatti era favorevole sull’etnocacerismo.
Ottenne il 29,1 % dei voti alle elezioni del 1936, ma nel 1939 tentò una rivolta contro il governo e i suoi dirigenti furono costretti a rifugiarsi all'estero o incarcerati.
Flores tornò dall'esilio in Cile nel 1945 e cercò di riorganizzare il partito, ma dopo la sconfitta dell'Asse nella seconda guerra mondiale e la caduta dei regimi fascisti e il ritorno della democrazia in Perù, ebbe poca accoglienza tra i suoi ex seguaci.